# Laboratoire des sciences et techniques de l'information, de la communication et de la connaissance
Le Laboratoire des sciences et techniques de l'information, de la communication et de la connaissance (Lab-STICC - UMR6285) est une unité mixte de recherche ayant pour tutelles le Centre national de la recherche scientifique (CNRS), IMT Atlantique, l'université de Bretagne Occidentale, l'université de Bretagne Sud, l'ENSTA Bretagne et l'École nationale d'ingénieurs de Brest. Il est présent sur les villes de Brest, Quimper, Lorient et Vannes.

## Historique
Créé le 1er janvier 2008, le Lab-STICC structure la recherche en sciences et technologies de l’information et de la communication en Bretagne  autour d’un thème fédérateur « Des capteurs à la connaissance : communiquer et décider ».
Pôle de référence en recherche sur les systèmes communicants de 330 personnes (dont 130 chercheurs et 152 doctorants), le Labsticc résulte de la fusion de quatre laboratoires : le LEST (Laboratoire d’électronique et des systèmes de télécommunications), le TAMCIC (Traitement algorithmique et matériel de la communication, de l’information et de la connaissance), le LESTER (Laboratoire d’électronique des systèmes temps réel), et SABRES (Laboratoire de statistiques de Bretagne Sud).
Le laboratoire est rattaché à l’INS2I en tant qu’institut principal et à l’INSIS en tant qu’institut secondaire. Il regroupe des compétences de très haut niveau en communications numériques, traitement du signal, micro-ondes, optoélectronique, matériaux, systèmes embarqués, électronique, informatique, et sciences de la connaissance. L'établissement porteur est Télécom Bretagne. Le Lab-STICC a été dirigé de 2008 à 2013 par Alain Hillion (Télécom Bretagne). Gilles Coppin (Télécom Bretagne) est le directeur de l’unité depuis le 1er janvier 2014.
L'ENSTA Bretagne et l'École nationale d'ingénieurs de Brest s'associent au Lab-STICC le 1er janvier 2012.

## Directeurs
- janvier 2008-31 décembre 2013 : Alain Hillion, directeur scientifique de Télécom Bretagne de 1997 à 2008[4],[5]
- 1er janvier 2014-31 décembre 2020 : Gilles Coppin, professeur à Télécom Bretagne puis IMT Atlantique[6]
- 1er Janvier 2021- : Christian Person, Professeur à IMT Atlantique[7]

## Équipes du laboratoire
Le laboratoire a été, dès sa création, organisé en trois pôles scientifiques :
- MOM (Microondes, Optoélectronique et Matériaux),
- CACS (Communications, Architectures, Circuits et Systèmes),
- CID (Connaissance, Information, Décision)[2].

Il développe notamment ses activités dans le cadre des programmes transverses « STIC et Mer », «Aide à la personne », « Cyber-sécurité », « Drones » et  «Codage neural».